# Palaeaspilates aurata
Palaeaspilates aurata là một loài bướm đêm trong họ Geometridae.